# Achelia sufflata
Achelia sufflata là một loài nhện biển trong họ Ammotheidae. Loài này thuộc chi Achelia. Achelia sufflata được miêu tả khoa học năm 1944 bởi Gordon.